# Ecologia do movimento
Ecologia do movimento é um ramo da Ecologia que visa estudar todos os processos biológicos relacionados à movimentação dos seres. Ou seja, essa área ecológica demonstra a compreensão de todos os fatores que irão ser realizados antes, no momento e depois a movimentação como: dispersão de sementes e frutos, busca por alimento ou habitat e até mesmo reprodução das espécies. 
É de grande importância salientar que a Ecologia do movimento não é trabalhada ou estudada sozinha. Diversas outras áreas como a Ecologia da paisagem e a Biogeografia nos ajudam a entender esse processo, pois desde a movimentação de um simples indivíduo como, uma formiga ou uma baleia, até a movimentação de uma população como a de mamíferos irão gerar diferenças tanto na paisagem quanto a dispersão dos indivíduos em sua movimentação e em seu traçar de rota, se o mesmo será rotineiro ou esporádico em outras ocasiões. 

## Terminologia
A movimentação é um processo básico na vida dos seres vivos, e acontece constantemente seja por busca de alimentos ou parceiros sexuais, fuga de predadores, conquista de territórios (e dispersão no caso das plantas) e até procura por ambientes mais promissores. A Ecologia do Movimento estuda os processos ecológicos associados a todos os tipos de movimentação dos seres vivos entre ambientes naturais e antrópicos, em diversas escalas. Esses estudos refletem diversos fatores que podem influenciar na dinâmica de movimentação dos seres vivos, como comportamento, interação com outros indivíduos, orientação para navegação, capacidade de locomoção e estrutura da paisagem. Os movimentos podem ser ocasionais, sazonais ou definitivos e ocorrem em uma escala de curto, médio e longo período. Como o meio ambiente influencia diretamente nos padrões comportamentais das espécies que nele habitam e, também, as espécies alteram o ambiente em que vivem, a Ecologia do Movimento está frequentemente associada à Ecologia da paisagem.

## História

### Evolução da teoria

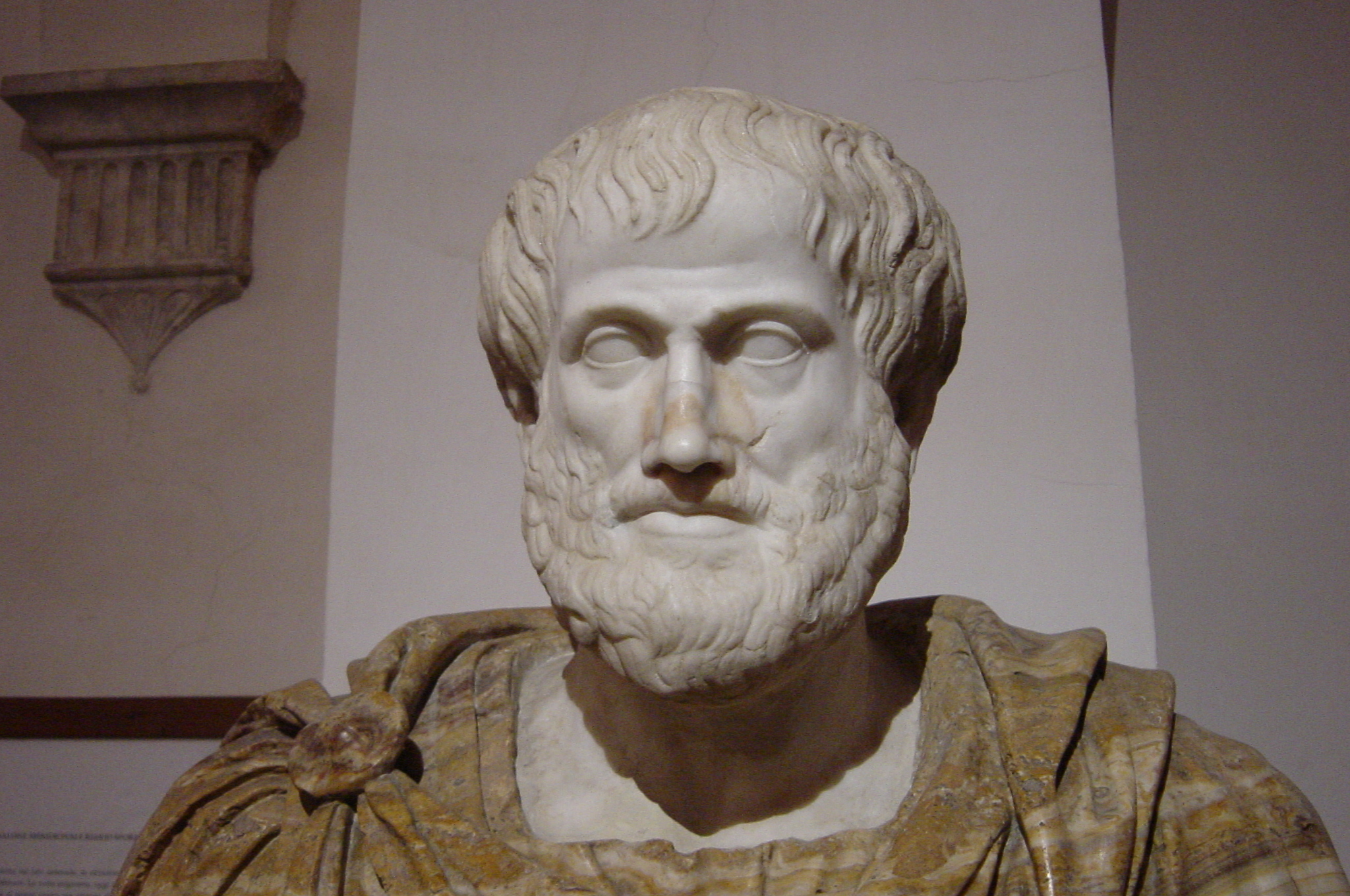
Busto de Aristóteles, Roma. Foto de Giovanni Dall'Orto

A origem dos estudos em migração e uso do espaço começou através de um desafio chamado De Motu Animalium, proposto por Aristóteles , que buscava entender o movimento dos animais a partir de sua afirmação de que “todos os animais movimentam e são movidos por causa de algo”. No entanto esse foi um trabalho muito vago que gerou poucas explicações. Essa ideia ganhou seguimento pelos naturalistas do século XVIII e se estendeu até os dias atuais, quando então ganhou mais força devido ao avanço nas metodologias aplicadas ao estudo principalmente nas últimas décadas.

### Desenvolvimento como disciplina
O tema pesquisa do movimento é recente, porém os avanços científicos em metodologia de pesquisas permitem que seja também, aos poucos, desenvolvido como uma disciplina em si que estuda os padrões de tempo, espaço, causa e processo dos movimentos dos seres vivos e suas consequências no ecossistema. O entendimento tanto dos movimentos individuais quanto dos inseridos dentro de um contexto ecológico é importante para a integração de conhecimentos gerais, complementação de fatos antes não bem compreendidos e desenvolvimento de novas hipóteses. Esse estudo é fundamental para desenvolvimento de áreas de interesse humano, como  por exemplo agricultura(controle de propagação de pragas, espécies invasoras, etc) e medicina(controle de toxinas e doenças infecciosas).

## Termos[2]
Dentro do estudo da Ecologia do Movimento existem termos chave que são utilizados com grande frequência dentro na área, sendo eles: Movimento, Etapa de movimento (ou passo), Fase de Movimento, Objetivo, Rastreio de Vida e Caminho do Movimento. 

### Movimento

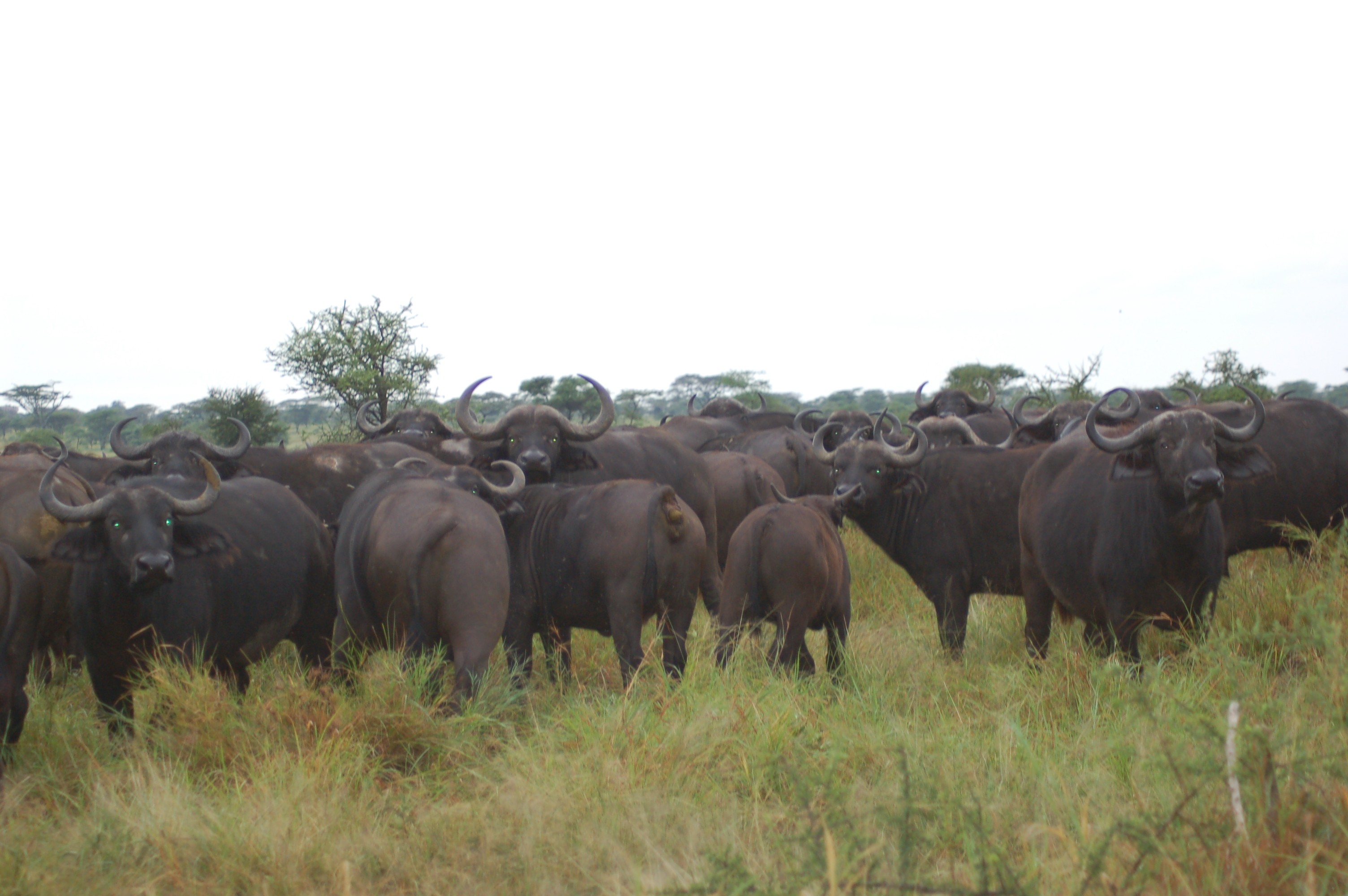
Búfalos do Parque Nacional de Serengeti, Tanzânia. Esses animais transitam entre os extremos do parque, à procura de alimento)

O  movimento é a mudança da localização do indivíduo pelo espaço em um dado período de tempo. É influenciado por uma gama de fatores e de grande importância, pois as ações de movimento terão consequências diretas na vida do indivíduo em questão. Em Ecologia do movimento, o movimento em si não deve ser visto como um trajeto único, mas sim como fases. Essas fases devem ser a questão principal dos estudos, pois a partir delas pode se entender os mecanismos, processos e uma aproximação ecológica.

### Etapa de movimento (ou passo)
O passo é o descolamento do organismo entre dois pontos espaciais estabelecidos.

### Fase de Movimento
A  fase de movimento é a sequência de passos (steps) e paradas (stops) que juntos cumprem um determinado objetivo (por exemplo: chegar em algum lugar).

### Objetivo
O objetivo  é o conjunto de fatores que justificam o movimento, como reprodução, forrageio, fuga de temperaturas frias ou fuga de predação.

### Rastreio de Vida
O rastreio de vida é todo o movimento realizado por um organismo ao longo de sua vida.

### Caminho do Movimento
O caminho do movimento é um termo muito amplo, usado para designar uma sequência de passos e paradas, aplicada de forma flexível a outros passos e paradas e uma distância ou duração geral.

## Fatores estudados

### Causa
Para estudar tal, pesquisadores esperam que técnicas de monitoramento melhoradas consigam criar visões dos caminhos que os seres utilizam para se movimentar, mapeando cada passo e parada de um indivíduo, até a sua morte. Com isso, usando sequencias temporais, é possível criar um mapa de movimentação, e identificar padrões estranhos, e assim criar teorias sobre o porquê daquilo, como a fuga de um predador.

### Consequência
O movimento dos seres vivos pode acarretar em diversas consequências, seja para eles mesmos, seja para organismos ao seu redor. Por exemplo, sementes são dispersas por vários meios, afim de evitar a concorrência com planta mãe, mas também para espalhar a espécie pelo território, podendo até mesmo favorecer em evento de especiação. Utilizando exemplos mais palpáveis, é possível perceber como a constante movimentação afeta terrenos e seus organismos vivente, como quando pessoas criam atalhos em um caminho, "cortanto" pelo gramado, que com o tempo começa a ficar apenas com a terra, formando uma trilha onde nada cresce, pois é constantemente pisado pelas pessoas. 

### Padrões da movimentação
Os padrões de movimentação são estudados dividindo um trajeto de um indivíduo em fases, e assim tentando explicar porque ele o fez. Porém, alguns seres são difíceis de usar essa técnica, pois a escala espacial para eles é muito grande, como é o caso de dispersão de sementes. Para esses casos, os pesquisadores usam o Sistema de Informação Geográfica (GIS), que é um conjunto de hardware, software, informação espacial, procedimentos computacionais e recursos humanos que permite e facilita a análise, gestão ou representação do espaço e dos fenômenos que nele ocorrem. Com o GIS em mãos, é possível criar representações detalhadas, usando o banco de dados e os próprios dados coletados pela equipe, formando um escopo dos padrões.

## Estrutura base para Ecologia do movimento

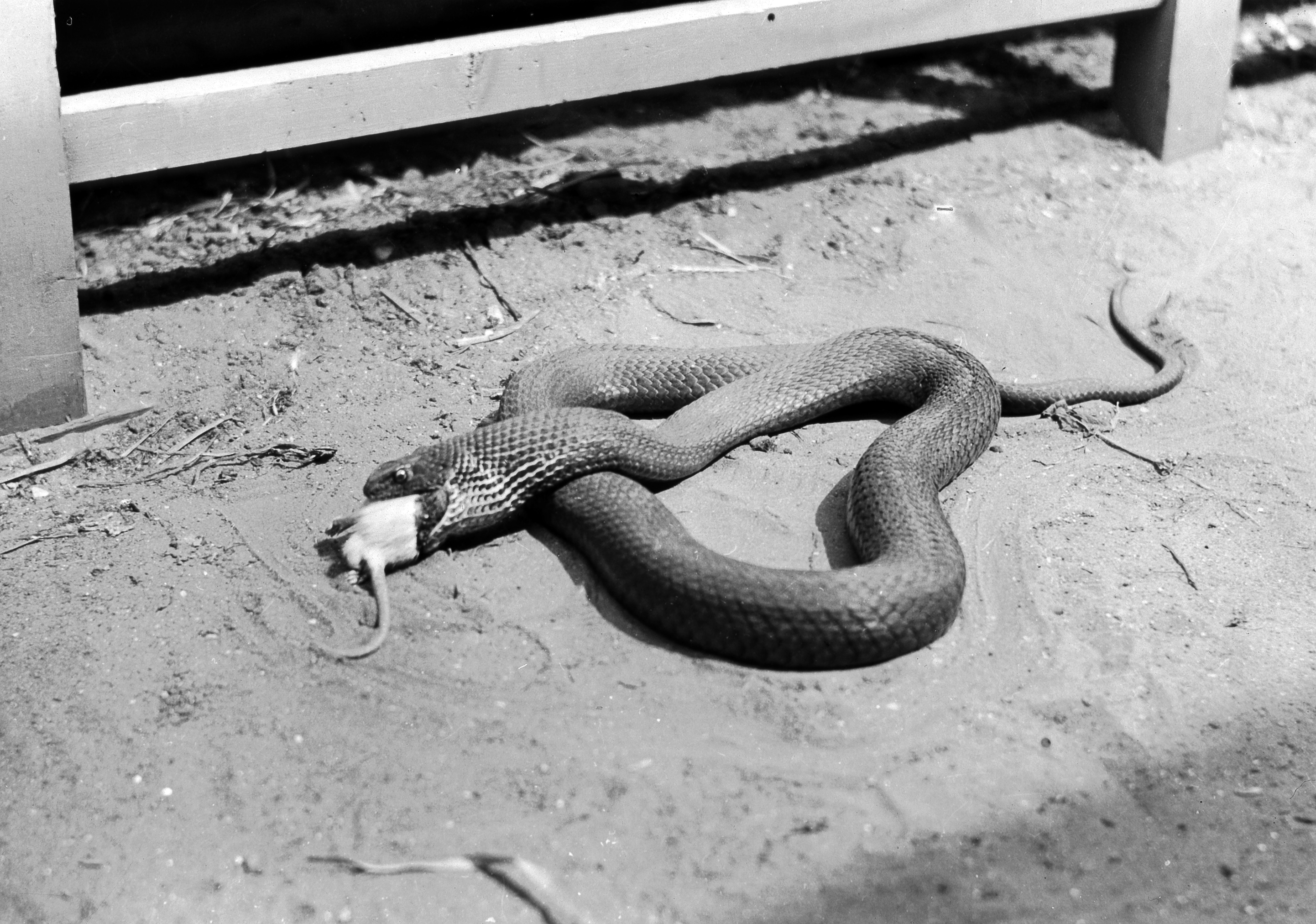
Cobra se alimentado de um camundongo. Neste caso, o roedor não foi capaz de fugir do predador, mesmo que o motivo da movimentação exista

Primeiramente é preciso entender que o estudo de ecologia do movimento esta ligado a algumas questões fundamentais que são: qual é a motivação desse movimento, com qual objetivo?  Como o movimento é feito? Para onde e quando esse movimento é realizado? E quais são as conseqüências evolutivas e ecológicas vindas desse movimento? 
Essa estrutura base  tem a intenção de facilitar a identificação dos mecanismos que produzem o trajeto do movimento, desde as fases do movimento (por exemplo, movimento com a intenção de escapar de um predador, ou movimento para obter comida), até a completa trajetória de vida do indivíduo. Para isso, são usados três componentes para caracterizar o indivíduo em questão (estado interno, capacidade de movimento e capacidade de navegação), e é levado em consideração também um fator externo que possa influenciar no movimento, sendo esse fator biótico ou abiótico. Por exemplo, estações do ano, mudanças ambientais que possam diminuir a disponibilidade de alimentos, luz solar (que influencia no movimento do plâncton por exemplo), maior presença de predadores e outros fatores. 

### Estado interno
O estado interno está relacionado com a primeira questão fundamental ‘qual é a motivação desse movimento, com qual objetivo’, e diz sobre a fisiologia do indivíduo, a qual será responsável por motivar o movimento, a fim de alcançar um objetivo. Por exemplo, um roedor pode se sentir ameaçado (estado fisiológico), e por esse motivo irá iniciar o movimento de fuga para escapar da predação de uma serpente, com o objetivo final de se manter seguro e permanecer vivo.  

### Capacidade de movimento
A capacicade de movimeto é a capacidade do indivíduo de se mover de várias formas e está ligada a questão fundamental ‘Como o movimento é feito’.  A capacidade de movimento do indivíduo vem de características biomecânicas intrínsecas que tornam possível guepardos correrem em altas velocidades, golfinhos nadarem, macacos escalarem, e árvores dispersarem suas sementes. 

### Capacidade de navegação
A capacidade de navegação está relacionada com a questão ‘para onde e quando esse movimento é realizado’, e diz respeito a capacidade do indivíduo de se orientar no tempo e/ou espaço a fim de decidir  para onde e quando se mover. Assim o objetivo do individuo pode ser o acasalamento, e para ele encontrar uma fêmea, precisa saber onde é mais provável dela estar e quando estará na época reprodutiva.  A capacidade de navegação é exercida ao perceber informações espaço-temporais do ambiente, e responder a tais informações. Mas como essas informações são adquiridas? Elas podem ser memórias de experiências anteriores (por exemplo, saber o melhor momento para iniciar um movimento de forrageio ao se perseguir uma presa baseado em outras tentativas de predação), pistas diretas e indiretas (por exemplo, o uso do campo magnético da terra pelas tartarugas marinhas, que as guiam de volta a mesma praia na qual foram chocadas , ou o uso de feromônios de trilha pelas formigas cortadeiras que guiam as companheiras para os locais de forrageamento), ou informações codificadas geneticamente (por exemplo, uma árvore que dispersa sua semente através do vento, liberar tal semente na época do ano que venta mais, ou os salmonídeos juvenis que sem experiência prévia migram de córregos para o oceano, onde se alimentam até amadurecerem e retornarem para desovar em onde nasceram ) 

## Motivos para a movimentação
A movimentação dos seres vivos será de grande influência no curso de suas vidas, e, para entender isso, deve-se levar em consideração o objetivo ou objetivos desse deslocamentos também pensando nas interações ecológicas interespecífica, intraespecífica e o padrão de distribuição espacial que isso gera.
A motivação desses movimentos leva em consideração um arcabouço teórico da ecologia do movimento, possuindo 2 componentes básicos :
1. O foco individual: estado interno(fisiologicamente/neurologicamente), capacidade de movimento (maquinário biomecânico), e capacidade de navegação (sensos cognitivos);
2. O foco ambiental: fatores externos que impactam na localização do indivíduo, como busca por recursos locais, remotos, sazonais, competição por recursos e predação.

Tomando isso como base, observamos que os indivíduos se deslocam por conta de alcançar alguns objetivos, sendo esses:

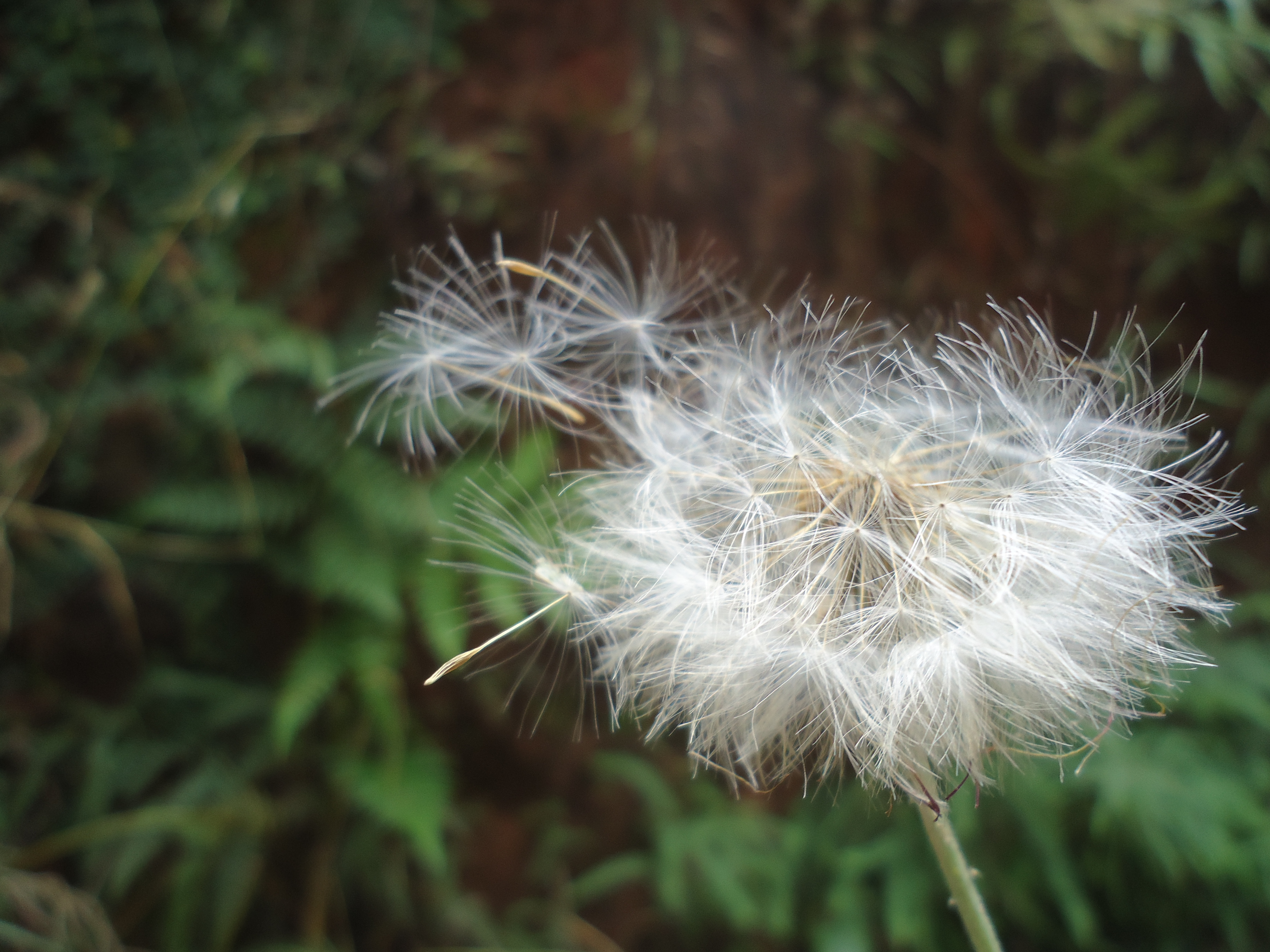
Dente de Leão, cujos frutos são levados pelo vento (anemocoria), uma das formas que as plantas usam para se locomoverem.

- Forrageio – é a busca e exploração de recursos alimentares com a intenção de obter energia (trilha de formigas, crocodilo caçando);
- Dispersão de plantas - é o movimento ou transporte de sementes para longe da planta mãe (animais comendo o fruto e espalhando as sementes, dente de leão sendo disperso pelo vento);
- Dispersão de animais – movimento de distribuição espacial dos animais pelo globo (reprodução e dispersão de mamíferos e aves);
- Migração – deslocamento periódico de espécies de animais de uma região para outra, com tal periodicidade podendo variar amplamente em escala (caranguejos migram de acordo com as marés em um dia e borboletas monarcas migram fugindo do inverno e depois retornam);
- Nomadismo – movimentos definitivos e de longa duração, sem sazonalidade (gnus na savana africana).

## Aplicabilidade

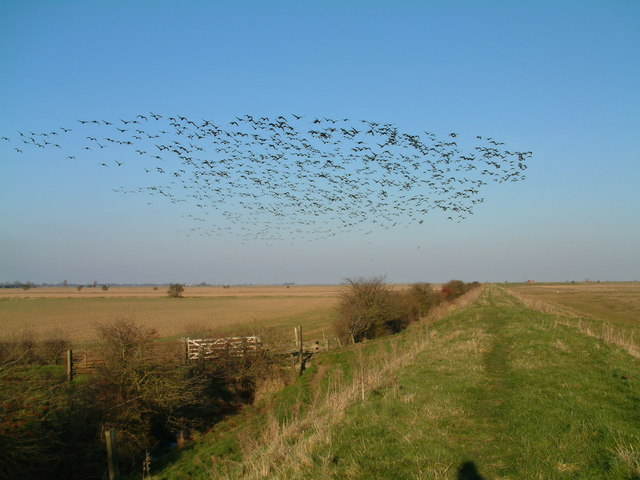
Aves migratórias, na Inglaterra

Apesar de ser uma ciência relativamente nova e ainda apresentar várias limitações e desafios em seu estudo , a Ecologia do Movimento vem conquistando seu espaço no meio científico, contando com notáveis trabalhos e projetos que foram, e estão, sendo desenvolvidos dentro dessa área, os quais abrangem assuntos importantes, inovadores e variados, como os fatores que influenciam a velocidade das migrações de animais
, dispersão de plantas, efeitos das migrações de animais nos ecossistemas e paisagens ,padrões de forrageio ,e até mesmo estudos que tem relevância anatômica ou fisiológica em animais. Esta é apenas uma pequena parcela dos trabalhos feitos dentro da área, o que evidência sua importância para a biologia geral. Esses estudos permitem criar mapas de movimento, analisando cada indivíduo, e formando padrões sobres esses. Com isso, é possível entender o impacto ambiental que tal ação acarreta ao locais que os seres passam, como o fato de odores vindo de indivíduos que estão se locomovendo podem ser encontrados em zonas de atividades de micro-organismos. 